# Stadtbahn Bonn
Stadtbahn Bonn – system kolei miejskiej funkcjonujący w byłej stolicy Niemiec, Bonn. Obejmuje swoim zasięgiem także okoliczne miejscowości: Siegburg, Bornheim, Sankt Augustin, Königswinter i Bad Honnef. Oprócz tego posiada połączenie z systemem Stadtbahn Köln poprzez dwie trasy międzymiastowe – nr 16 i 18. Łącznie składa się z 9 linii, z których sześć kursuje przez cały dzień (16, 18, 61, 62, 63 i 66), a trzy pozostałe wykonują tylko kilka kursów dziennie (65, 67 i 68). System kolei miejskiej w Bonn łączy cechy lekkiego metra i tradycyjnego tramwaju.

## Historia
Pierwsza linia tramwajowa łącząca Bonn z ówcześnie podmiejskim Bad Godesberg ruszyła w 1892 roku. Była obsługiwana pojazdami parowymi. Pierwsza linia tramwaju elektrycznego ruszyła w 1902 roku.
W latach 60. XX wieku rozpoczęto proces przekształcania sieci tramwajowej na kolej miejską, w tym celu przeprowadzając część tras pod ziemią. Jednocześnie postanowiono do systemu włączyć sieć oplatających miasto kolejek podmiejskich, które przedstawiono w tabeli poniżej. Pierwszy odcinek kolei miejskiej po przebudowie otwarto 22 marca 1975 roku, a była to trasa łącząca centrum miasta z dzielnicą Bad Godesberg.

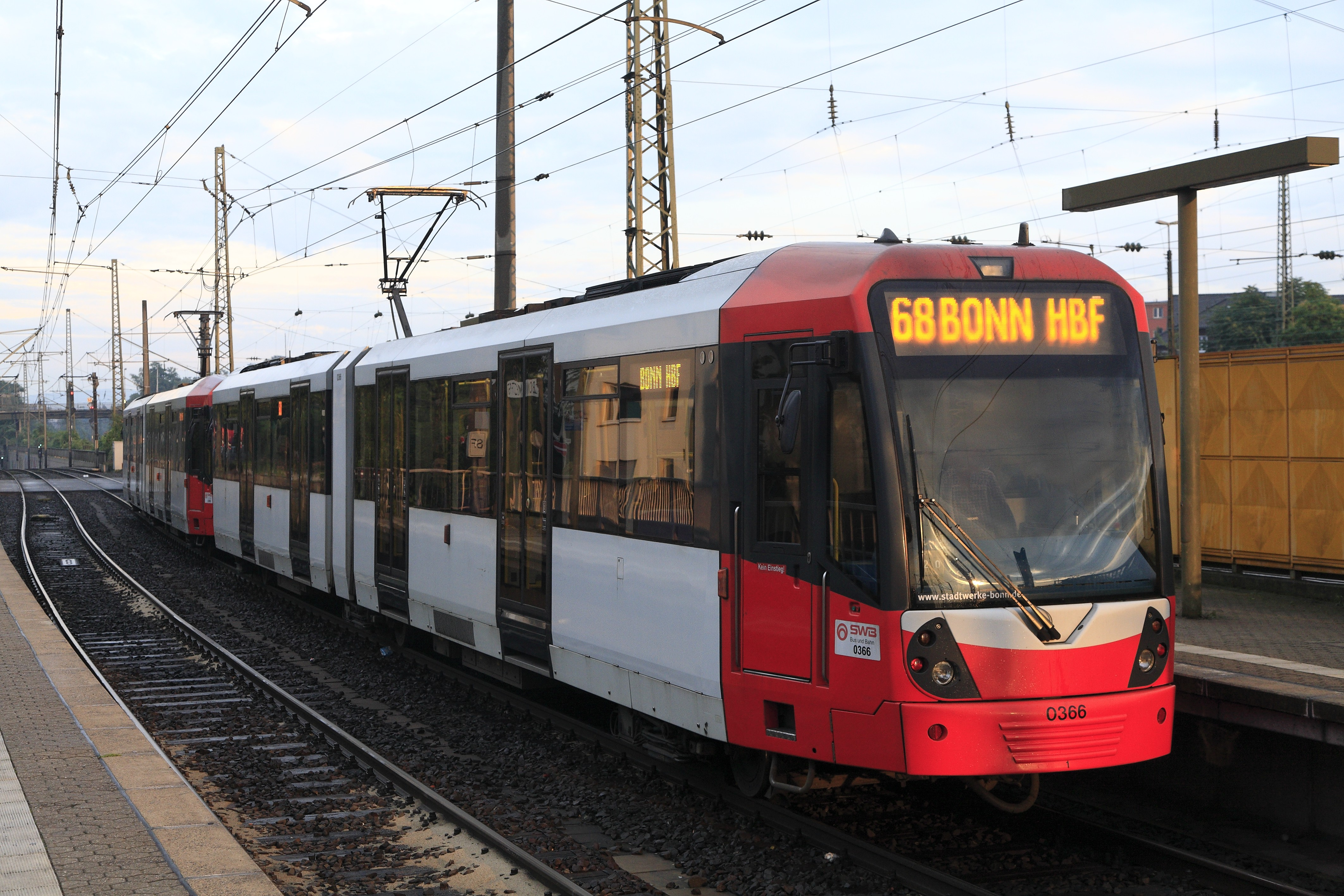
K5000 w obsłudze linii 68 na stacji Bonn West

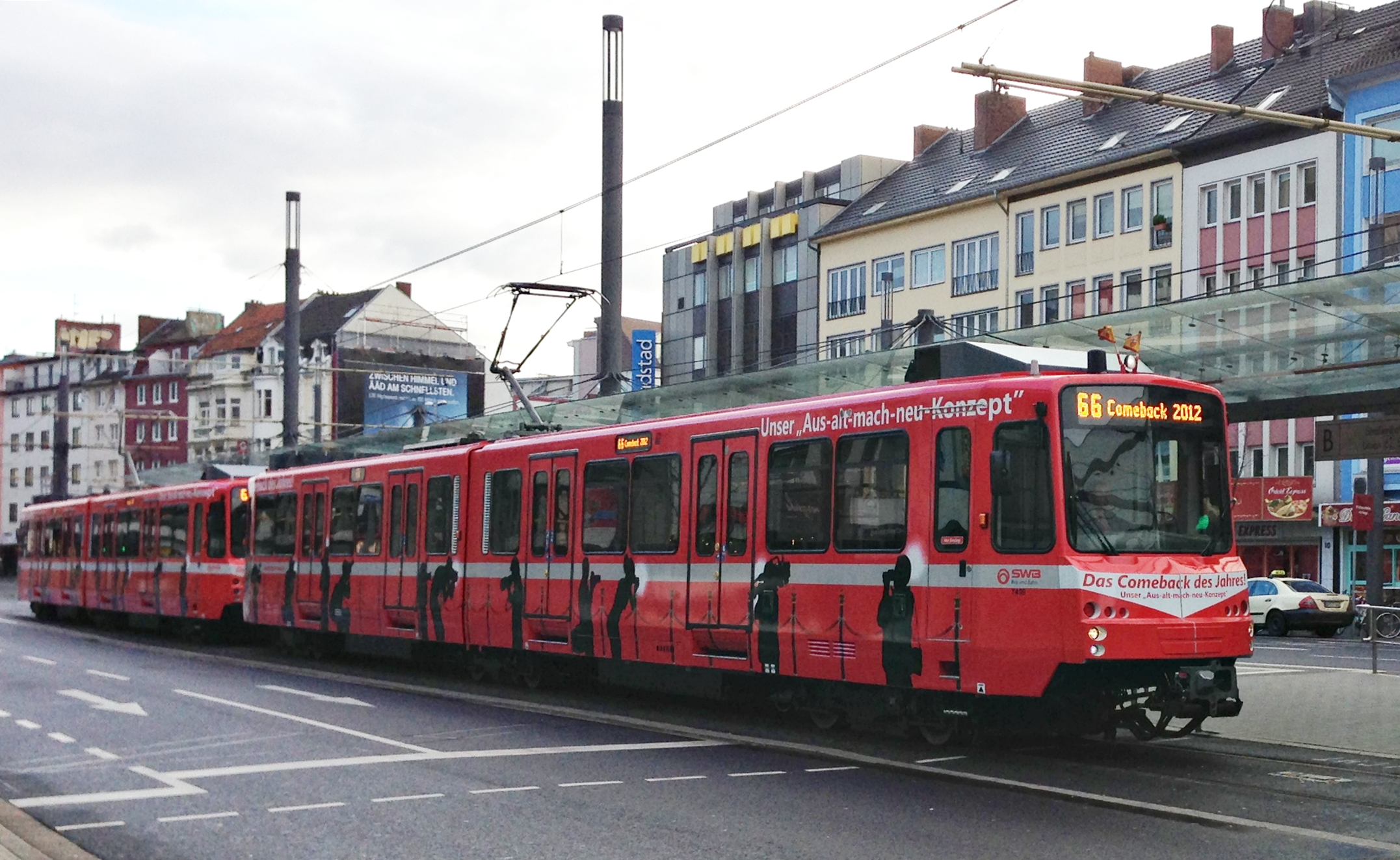
B100S w obsłudze linii 66

| Nazwa kolei       | Trasa                                         | Rok otwarcia | Długość | Data przekształcenia w kolej miejską | Współczesne linie |
| ----------------- | --------------------------------------------- | ------------ | ------- | ------------------------------------ | ----------------- |
| Rheinuferbahn     | Köln Mülheimer Brücke – Bonn Rheinuferbahnhof | 1905 r.      | 25 km   | 1978 r.                              | 16, 63            |
| Siegburger Bahn   | Bonn Hauptbahnhof – Siegburg Bahnhof          | 1911 r.      | 14 km   | 1979 r.                              | 66, 67            |
| Siebengebirgsbahn | Bonn Konrad-Adenauer-Platz – Bad Honnef       | 1911 r.      | 14 km   | 1979 r.                              | 62, 66            |
| Vorgebirgsbahn    | Köln Barbarossaplatz – Bonn Rheinuferbahnhof  | 1897 r.      | 32 km   | 1985 r.                              | 18, 68            |

## Linie
Sieć kolei miejskiej składa się z 9 linii zwykłych, które można podzielić na dwie kategorie: linie nr 16, 18, 63, 66, 67 i 68 są obsługiwane pojazdami wysokopodłogowymi lekkiej kolei (tam, gdzie to możliwe korzystają z podwyższonych peronów), natomiast linie 61, 62 i 68 są obsługiwane typowymi tramwajami niskopodłogowymi. Ponadto linie 16, 18, 61, 62, 63 i 66 to linie całodzienne, natomiast linie nr 65, 67 i 68 wykonują jedynie kilka kursów dziennie. Linie nr 16 i nr 18 są obsługiwane przez przedsiębiorstwo Kölner Verkehrs-Betriebe AG, natomiast pozostałe przez lokalną spółkę Stadtwerke Bonn GmbH.
| Linia | Trasa | Uwagi                                                             |
| ----- | --- | ----------------------------------------------------------------- |
| 16    | Köln-Niehl – Köln Hbf – Wesseling – Rheinuferbahn – Tannenbusch – Bonn Hbf – Adenauerallee – Bad Godesberg Stadthalle               |                                                                   |
| 18    | Köln-Thielenbruch – Köln-Mülheim – Köln Hbf – Brühl – Vorgebirgsbahn – Bornheim – Bonn Hbf                                          |                                                                   |
| 61    | Dottendorf – Bonn Hbf – Stadthaus – Auerberg                                                                                        |                                                                   |
| 62    | Dottendorf – Bonn Hbf – Stadthaus – Bertha-von-Suttner-Platz – Beuel – Siebengebirgsbahn – Ramersdorf – Oberkassel Süd-Römlinghoven |                                                                   |
| 63    | Tannenbusch-Mitte – Rheinuferbahn – Bonn Hbf – Adenauerallee – Bad Godesberg Stadthalle                                             |                                                                   |
| 65    | (Ramersdorf – Siebengebirgsbahn –) Beuel – Bertha-von-Suttner-Platz – Auerberg                                                      | Wyłącznie jako kursy wyjazdowe i zjazdowe z linii 61 do zajezdni. |
| 66    | Siegburg – Siegburger Bahn – Bonn Hbf – Adenauerallee – Südbrücke – Ramersdorf – Siebengebirgsbahn – Königswinter – Bad Honnef      |                                                                   |
| 67    | Siegburg – Siegburger Bahn – Bonn Hbf – Adenauerallee – Bad Godesberg                                                               | Dwa kursy rano w dni powszednie.                                  |
| 68    | Bornheim – Vorgebirgsbahn – Bonn Hbf – Adenauerallee – Südbrücke – Ramersdorf                                                       | Cztery kursy w dni powszednie.                                    |

## Tabor
Na tabor kolei miejskiej w Bonn składają się aktualnie trzy typy taboru. Ich stan na koniec 2019 roku przedstawiono w tabeli poniżej. Pojazdy lekkiej kolei miejskiej kursują przeważnie w składach składających się z dwóch pojazdów.
| Typ                 | Rodzaj                 | Liczba | Producent                 | Lata produkcji | Długość | Obsługiwane linie |
| ------------------- | ---------------------- | ------ | ------------------------- | -------------- | ------- | ----------------- |
| B100S               | lekka kolej miejska    | 61     | Duewag                    | 1974–1993      | 28,0 m  | 63, 66, 67, 68    |
| MGT6D               | tramwaj niskopodłogowy | 24     | Duewag                    | 1994           | 28,6 m  | 61, 62, 65        |
| K5000 Flexity Swift | lekka kolej miejska    | 15     | Bombardier Transportation | 2003           | 29,3 m  | 63, 66, 67, 68    |

Pod koniec 2024 roku została zawarta umowa sprzedaży 24 pojazdów MGT6D do MPK Poznań. Wagony mają zostać dostarczone w 2025 roku. W zależności od stanu (np. poważnych uszkodzeń powypadkowych) nie wszystkie wagony mogą zostać przyjęte .